# 富草村
富草村（とみくさむら）は、長野県下伊那郡にあった村。現在の阿南町大字富草にあたる。

## 地理
- 河川：天竜川

## 歴史
- 1875年（明治8年）1月12日 - 筑摩県伊那郡梅田村・鴨目村・大島村・恩沢村・大平村・雲雀沢村・粟野村・新木田村・浅野村・鷲巣村・門原村・古城村が合併して富草村となる。
- 1876年（明治9年）8月21日 - 長野県の所属となる。
- 1879年（明治12年）1月4日 - 郡区町村編制法の施行により下伊那郡の所属となる。
- 1889年（明治22年）4月1日 - 町村制の施行により、富草村が単独で自治体を形成。
- 1959年（昭和34年）4月1日 - 阿南町と合併し、改めて阿南町が発足。同日富草村廃止。

## 交通

### 鉄道路線
天竜川の対岸の泰阜村に日本国有鉄道飯田線の門島駅が所在。

### 道路
- 国道151号